# 納斯達克北歐
納斯達克北歐（英語：Nasdaq Nordic）是納斯達克公司（Nasdaq, Inc.）在北歐與波羅的海地區經營的證券交易所與市場服務子公司，前身為 OMX AB，總部位於瑞典斯德哥爾摩。該機構管理七個本地證券交易所，以及成長型企業市場 First North，並負責交易、清算、技術與數據服務的統籌與營運。
2003年 OM AB 與芬蘭 HEX plc 合併為 OMX AB，2008 年被美國納斯達克公司收購後成為其在歐洲的營運據點之一。

## 組成
- 主交易所
  - 納斯達克斯德哥爾摩證券交易所（瑞典）
  - 納斯達克哥本哈根證券交易所（丹麥）
  - 納斯達克赫爾辛基證券交易所（芬蘭）
  - 納斯達克冰島證券交易所（冰島）
  - 納斯達克波羅的海交易所（愛沙尼亞、拉脫維亞、立陶宛）
- 成長市場
  - First North：針對中小企業之替代市場，掛牌規則較為寬鬆。[2]

## 重要指數
- OMX Nordic 40
- OMX Helsinki 25
- OMXS30（瑞典）

## 服務與產品
- 傳統股票交易、市場清算與後市交付。

- 衍生商品交易（選擇權、期貨、遠期）涵蓋瑞典、丹麥、芬蘭與挪威股票。

- 資訊服務：即時行情、深度資料、指數產品（ETF）等。

- 托管與監管科技支援，適用於交易所與券商。

## 事件

### 納斯達克併購與品牌重整（2008–2015年）
2008年，納斯達克公司完成對瑞典金融科技公司 OMX AB 的全額收購，正式將其歐洲市場併入納斯達克體系。合併後數年間，交易所品牌逐步由「OMX」轉為「Nasdaq OMX」，最終在2015年統一品牌為「Nasdaq」，僅保留「Nordic」作為地區性識別。這一過程不僅象徵歐美市場結構的融合，也使納斯達克得以成為當時全球唯一同時跨大西洋營運的證交機構。

### 電力期貨退出歐洲能源市場（2024年）
2024年第二季，納斯達克北歐宣佈將結束其經營逾十年的北歐電力期貨市場，原擬出售予歐洲能源交易所（EEX）但交易最終流產。消息引起區域電力供應商與對沖機構反彈，因該市場曾是瑞典與芬蘭電價的主要風險管理工具。該事件反映出衍生商品市場日益集中化趨勢，亦突顯中小型市場營運壓力。

### 推動統一報價系統 EuroCTP（2023–2025年）
自2023年起，納斯達克北歐與歐洲多家交易所合作推動「歐洲統一報價平台」（EuroCTP）建設，以符合歐盟資本市場聯盟（CMU）計劃。該平台旨在統整跨國市場報價、改善中小投資者資訊落差。納斯達克北歐在其中負責北歐七市交易資料整合與延遲報價發佈架構設計。預計2025年正式上線初版介面。

### First North 爆發資訊披露危機（2018年）
2018年，First North 成長市場中有數家瑞典新創企業被揭露財報不實、董監虛構或關係人交易未揭露。事件導致數名投資者團體與監管機關批評該平台「審查過鬆」，並促使納斯達克北歐於2019年開始改革 First North 掛牌制度，包括要求更嚴格的顧問機構認證、持續資訊揭露與企業管治報告制度。這起風波亦間接強化北歐地區的證券法規制衡架構。

### 疫情期間維持市場連續性（2020年）
2020年 COVID-19 疫情期間，納斯達克北歐成為歐洲少數未中斷交易時段的市場之一。該交易所全面啟用雲端備援與異地配對引擎，確保了哥本哈根、斯德哥爾摩與赫爾辛基市場可遠端運作。這一舉措受到多國金融機構肯定，亦提升其作為區域性市場基礎建設提供者的聲譽。

### ESG商品推進與「綠色掛牌標籤」機制（2021年）
自2021年起，納斯達克北歐陸續於哥本哈根與斯德哥爾摩市場試行「綠色公司標籤」計畫，協助投資人識別在永續發展、碳排揭露與 ESG 報告上表現較佳的企業。同年更推出首支「Nordic ESG Leaders Index」，追蹤區內 ESG 表現前25%的上市企業，吸引多支 ETF 掛鉤。

### 對區域創業生態影響（持續）
納斯達克北歐對北歐創投與初創企業具有高度象徵意義，特別是 First North 已成為丹麥與愛沙尼亞等國許多科技公司「進入資本市場的第一站」。自2010年代以來，超過500家中小企業於該市場掛牌，創造顯著融資動能並促進區域創新。

### Euronext 擬收購北歐電力期貨（2025年1月）
2025年1月，泛歐交易所 Euronext 與納斯達克簽署具約束力協議，擬收購其北歐電力期貨業務。預計交易在獲得監管核准後進行，時間安排於 2026 年上半年完成遷移與結算交付。市場視此為整合歐洲金融市場架構的重要策略。

## 外部連結
- 官方網站 Nasdaq Nordic
- 納斯達克公司官網